# Marguerite De La Motte
Marguerite De La Motte (ur. 22 czerwca 1902 w Duluth w stanie Minnesota, zm. 10 marca 1950) – amerykańska aktorka filmowa.

## Filmografia
- 1918: Arizona jako Lena
- 1921: The Nut jako Estrell Wynn
- 1923: Słynna pani Fair jako Sylvia Fair
- 1925: Children of the Whirlwind jako Maggie
- 1929: Montmartre Rose jako Jeanne
- 1929: Żelazna maska jako Constance Bonacieux
- 1934: A Woman's Man jako Gloria Jordan
- 1942: Overland Mail jako Rose

## Wyróżnienia
Posiada swoją gwiazdę na Hollywoodzkiej Alei Gwiazd.